# Rapaätno
Rapaätno (aussi appelé Rapaälven) est une rivière du comté de Norrbotten, dans la province historique de Laponie, au nord de la Suède et un affluent du fleuve le Luleälven par le Lilla Luleälven.

## Géographie
Elle prend sa source dans les glaciers du parc national de Sarek, et la majeure partie de son bassin est d'ailleurs situé dans le parc. La rivière suit la vallée de Rapadalen jusqu'au lac Laitaure dans lequel elle se jette par un delta, puis poursuit sa course vers le lac Tjaktjajaure, rejoignant ainsi la rivière Lilla Luleälven.

## Hydrologie
Malgré la taille de son bassin versant, la rivière possède un débit important, étant en moyenne de 27,4 m3/s à Litnok (dans le parc de Sarek), avec un débit moyen estival atteignant 100 m3/s. Elle charrie aussi d'immenses quantité de sédiments, pouvant atteindre en une journée d'été 5 000 à 10 000 tonnes de sédiments, de sorte qu'en une année 180 000 tonnes sont transportées. Ceci explique la couleur gris-vert de la rivière ainsi que la formation d'immenses deltas. Un important delta est ainsi formé à la confluence de Rapaätno avec son principal affluent, la rivière Sarvesjokk, et juste après la confluence, la rivière s'anastomose pendant près de 10 km, formant une zone nommé Rapaselet. Enfin, le plus célèbre des deltas, véritable emblème du parc de Sarek est le delta de Laitaure (Laitauredeltat), que la rivière forme en se jetant dans le lac de Laitaure.

## Étymologie
Le nom de la rivière dérive des langues sames et signifie la rivière (ätno) de Rapa. Ce dernier mot pourrait signifier « riche » ou « copieux », en références à la richesse en poissons, ou encore « sol rude », « caillouteux ».

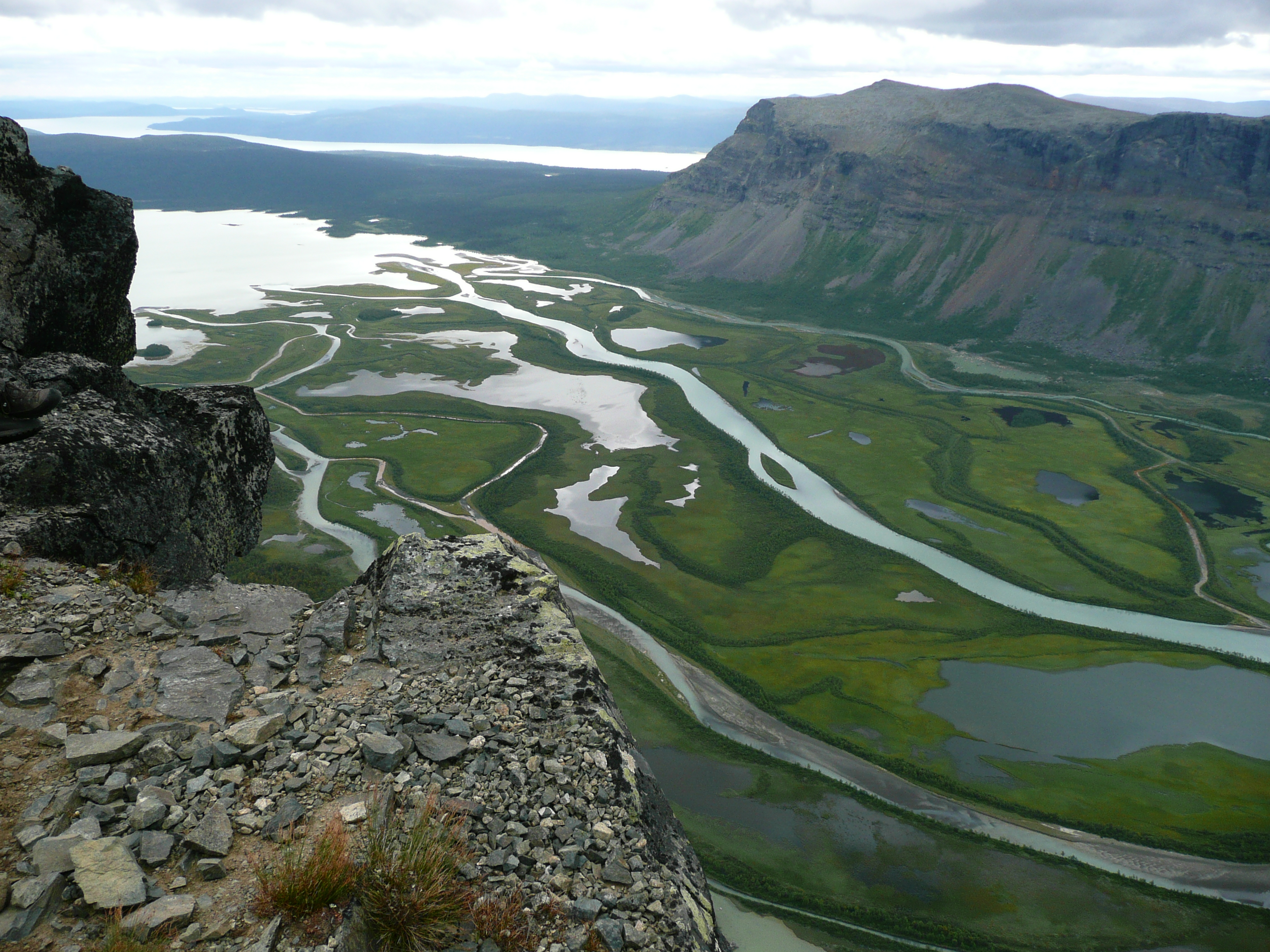
Le delta de Rapaätno se jetant dans le lac Laitaure.

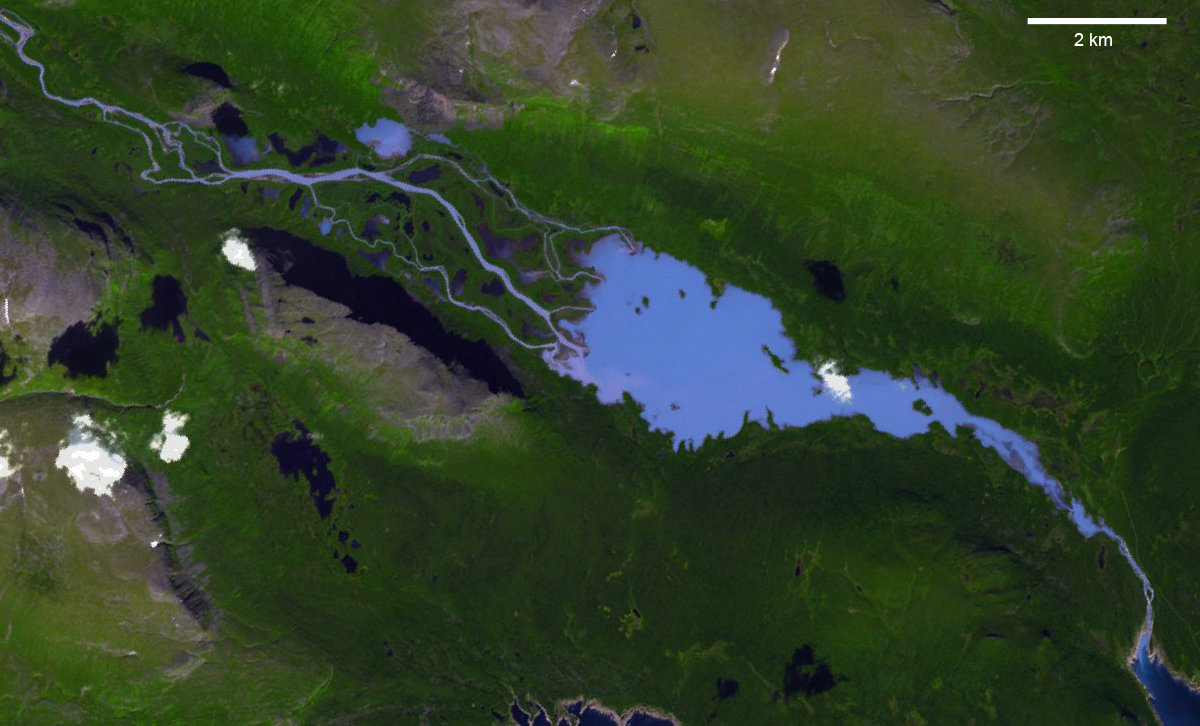
Le delta vu du ciel.